# Psiloibidion leucogramma
Psiloibidion leucogramma är en skalbaggsart som först beskrevs av Perty 1832.  Psiloibidion leucogramma ingår i släktet Psiloibidion och familjen långhorningar.
Artens utbredningsområde är:
- Paraguay.
- Venezuela.

Inga underarter finns listade i Catalogue of Life.